# Imari
Imari (japanisch 伊万里市, -shi) ist eine Stadt der Präfektur Saga auf der Insel Kyūshū in Japan. Die Stadt ist Namensgeber des im nahegelegenen Arita produzierten Imari-Porzellans.

## Geographie
Imari liegt westlich von Fukuoka und Saga.

## Geschichte
Die Stadt Imari entstand am 1. April 1954 durch den Zusammenschluss von Imari (伊万里町), Yamashiro (山代町) und sieben weiteren Dörfern (東山代村, 黒川村, 波多津村, 南波多村, 大川村, 松浦村 und 二里村) im Landkreis Nishimatsuura der Präfektur Saga. Im alten Imari wurden die im nahegelegenen Arita hergestellten Porzellanwaren verschifft. Ein Teil davon ging nach Nagasaki und von dort mit Schiffen der Niederländischen Ostindien-Kompanie (VOC) nach Europa. Hier wurden sie als Imari-Porzellane hoch geschätzt.

## Verkehr
- Straßen:
  - Nationalstraßen 202, 204, 498
- Eisenbahn:
  - JR Chikuhi-Linie: nach Karatsu

## Angrenzende Städte und Gemeinden

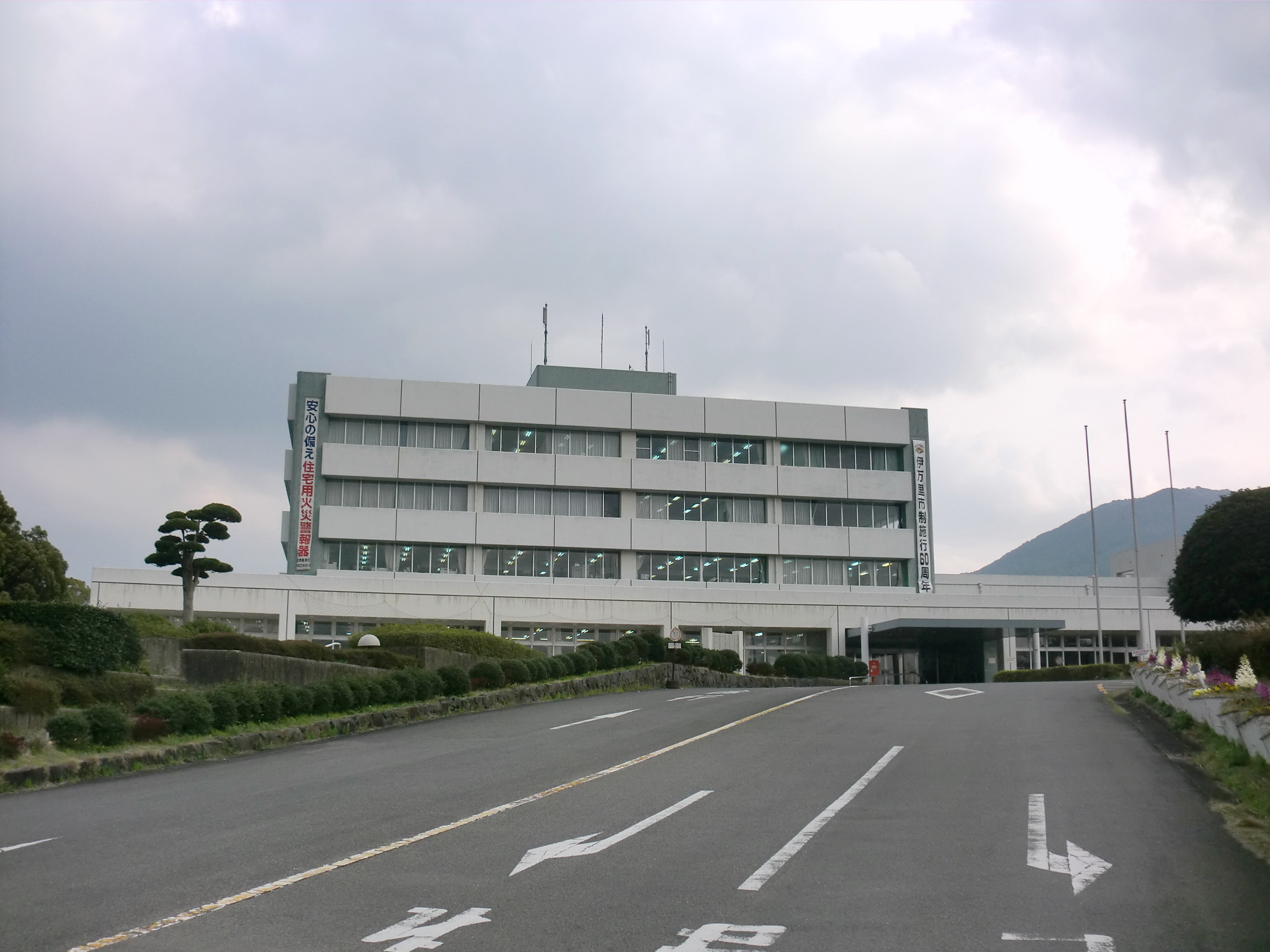
Rathaus von Imari in der Stadt Imari, Präfektur Saga

- Präfektur Saga
  - Karatsu
  - Takeo
  - Arita
- Präfektur Nagasaki
  - Sasebo
  - Matsuura